# Gyémántbirodalom

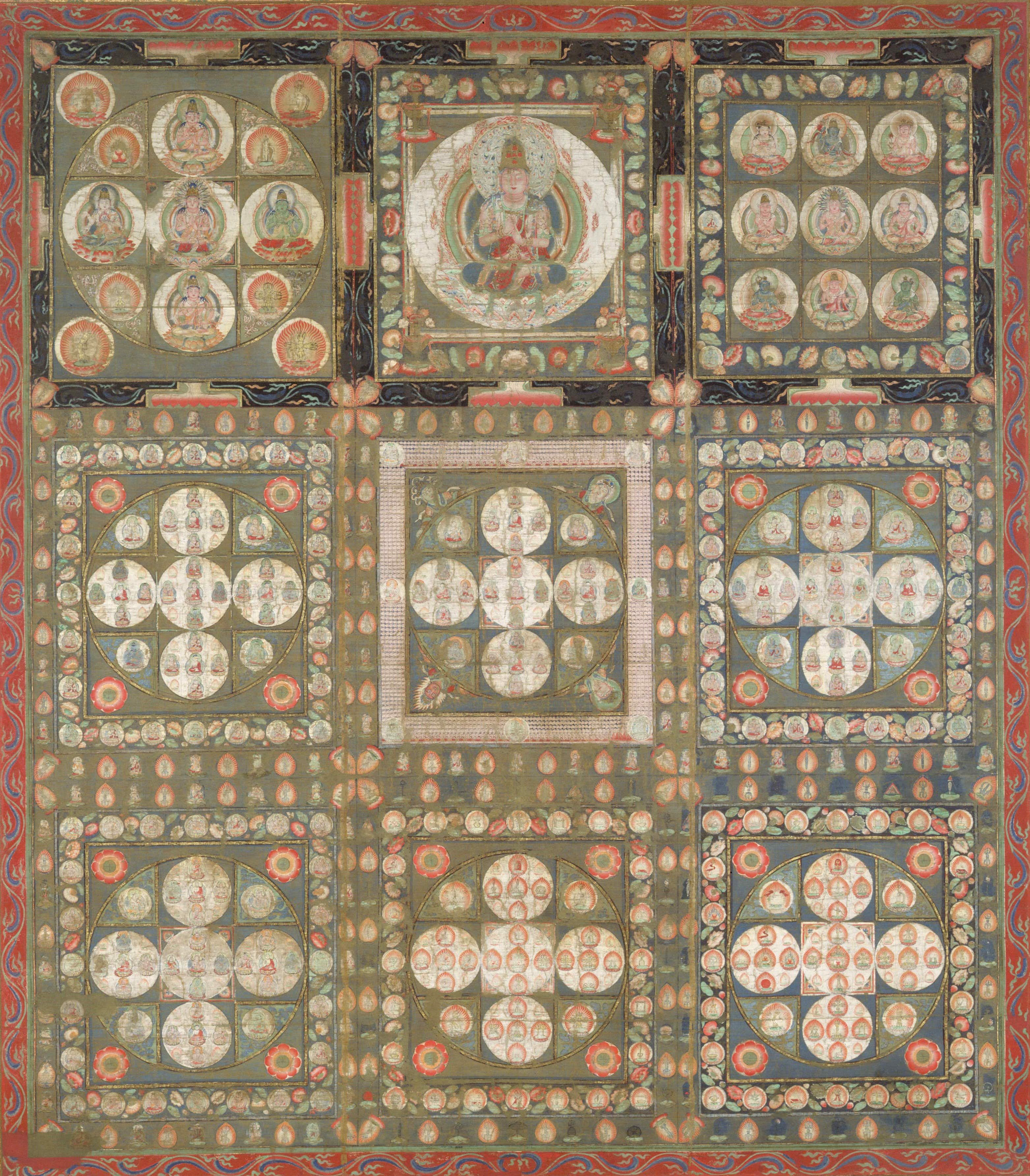
gyémántbirodalom-mandala. Általában 37 istenséget ábrázol (5 bölcsességbuddha, 16 Nagy bódhiszattva, 4 Tökéletesség bodhiszattva, 8 Ajándékozó bodhiszattva, és 4 Őrző bodhiszattva) akik mind Mahávairocsana buddha körül helyezkednek el. Jól láthatóan 9 részre oszlik ez a mandala, ebből például a felső sor középső részében egyedül Mahávairocsana buddha látható.

A gyémántbirodalom (vagy bölcsességmandala esetleg eredmények mandalája; szanszkrit: वज्धातु vadzsradhátu, japánul 金剛界 kongókai) a vadzsrajána buddhizmusban egy metafizikai űr, mely az Öt bölcsességbuddhának ad otthont. A Gyémántbirodalom mandala a Vadzsraszekara szútrán alapul, ami egy ezoterikus buddhista szútra.
A gyémántbirodalom a mandaláknak egy igen népszerű témája, a Méhbirodalom (garbadatu) mandalával pedig együttesen alkotja A két birodalom mandaláját. A két birodalom mandalája képezi a japán ezoterikus – vagy singon buddhista – rituálék alapját, beleértve az abiszeka (beavatási) rituálét is.
Ebben a szertartásban a beavatottakat megkérik, hogy bekötött szemmel dobjanak virágot a mandalákra. Ahova a virág esik, az segít eldönteni, hogy a tanítvány melyik buddhista alaknak szentelje magát.
A tradicionális singon csarnokokban a Gyémántbirodalom mandala a nyugati falon lóg, s Mahávairocsana buddha végső ráeszmélését szimbolizálja. Ugyanitt, a Méhbirodalom mandala a keleti falon lóg Mahávairocsana buddhának korai szakaszát jelképezve.